# Favorite Kind of High
"Favorite Kind of High" es una canción de la artista estadounidense Kelly Clarkson. Fue lanzado el 19 de mayo de 2023 por Atlantic Records como el segundo sencillo de su décimo álbum de estudio, Chemistry (2023). Fue escrita por Clarkson, Carly Rae Jepsen y Jesse Shatkin con producción de este último. El video musical fue filmado durante el espectáculo de Clarkson en el Teatro Belasco el 24 de abril de 2023. La versión remix de David Guetta de la canción fue lanzada el 24 de mayo de 2023.

## Composición
"Favorite Kind of High" fue escrita por Clarkson, Carly Rae Jepsen y Jesse Shatkin con producción de Shatkin. Clarkson quería que Chemistry cubriera todo el arco de una relación, por eso también incluye canciones más felices. Ella describe la canción como una "canción sexy" y cómo se trata de "tan alto cuando ves a alguien por primera vez y dices 'Oh, mierda'".

## Posicionamiento en listas
| Lista (2023)             | Posición |
| ------------------------ | -------- |
| South Korea BGM (Circle) | 114      |